# St. Johann am Kofl

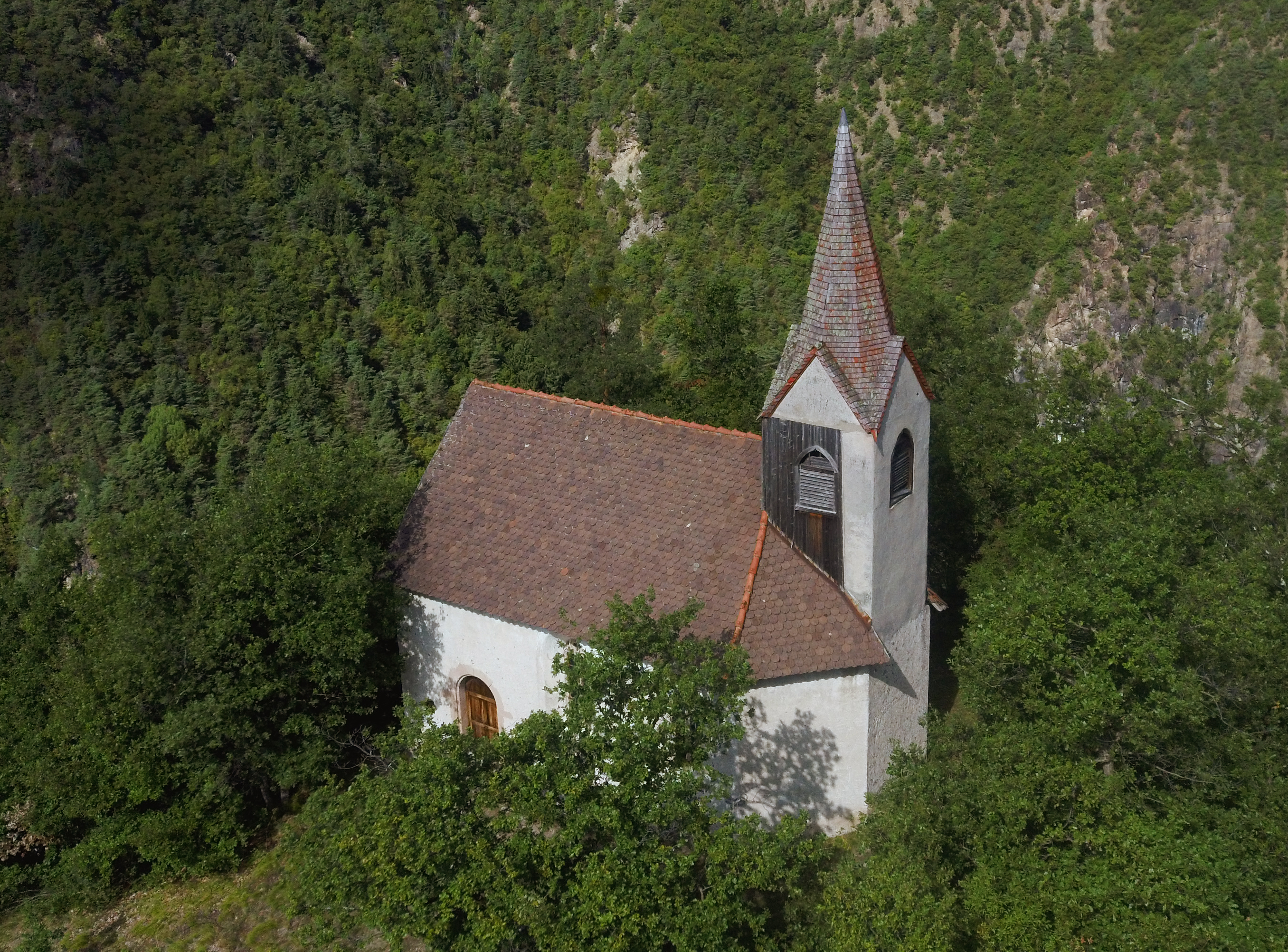
St. Johann am Kofl

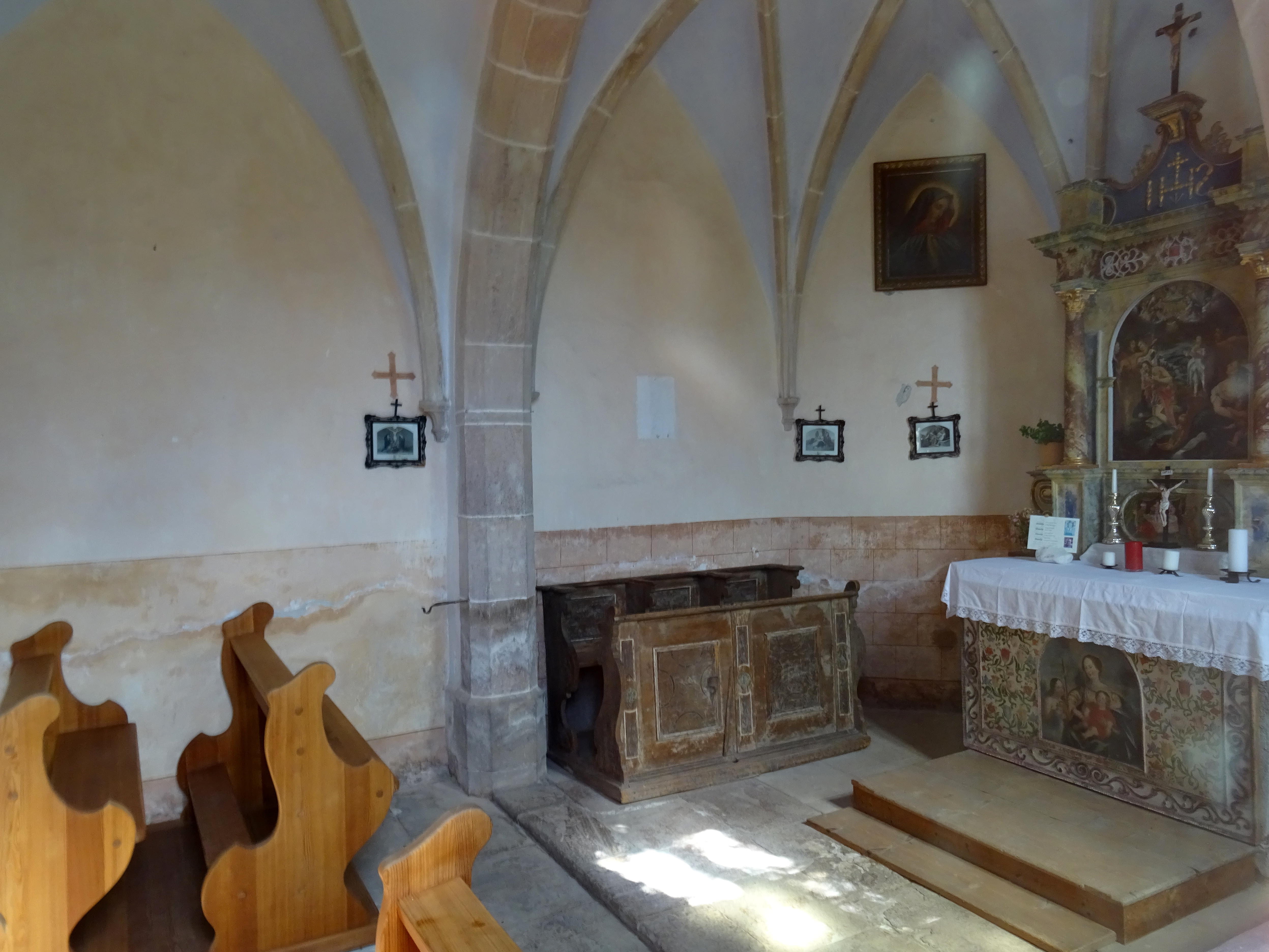
Innenraum

St. Johann am Kof(e)l auf dem Johanneskofel bei Wangen, einer Fraktion der Gemeinde Ritten in Südtirol, ist ein geschütztes Baudenkmal. Die Kirche dient heute als Filialkirche der Pfarrei Wangen. Kirchenpatron ist der Heilige Johannes der Täufer, das Patronatsfest wird am 24. Juni, dem Johannistag, begannen.

## Geschichte
Die einsame Kirche im Bereich der Sarner Schlucht steht auf dem Gipfel des Johanneskofel, im Volksmund auch Hanniskofel genannt, zu der ein alter gepflasterter, am Steinmann-Hof vorbeiführender Weg führt. Bodenproben belege eine Besiedlung des Platzes seit der Jungsteinzeit. Im 12. und 13. Jahrhundert erhob sich auf der Felsenspitze eine Burg, möglicherweise namensgebender Stammsitz der Edlen von Burgeis-Wangen, von der noch vereinzelt Mauerreste sichtbar sind. Bereits 1326 war sie zur Ruine verfallen.  
Die erste schriftliche Erwähnung von St. Johann, vermutlich als Burgkapelle einst Teil der Anlage, stammt aus dem Jahr 1444. Der auf einer Konsole angebrachten Jahreszahl 1519 zufolge wurde der heutige spätgotische Bau um diese Zeit errichtet. Ein Kirchenrechnung nennt 1529 als Jahr der Neuweihe. Aus diesem Jahr stammt auch die den Heiligen Peter und Johann gewidmete Glocke. Marx Sittich von Wolkenstein beschrieb das frühere Schloss St. Johann am Kofl im Gericht Stein am Ritten als verfallen, die Kirche aber noch im guten Zustand. Der Innenraum mit Kreuzgewölbe ist schlicht gehalten. Der barocke Altar zeigt ein Bild von 1623 mit der Taufe Jesu. Am 11. Januar 1983 stellte das Südtiroler Landesdenkmalamt die Kirche unter Denkmalschutz. 